# Lophoptera aequilinea
Lophoptera aequilinea là một loài bướm đêm trong họ Noctuidae.